# Livio Mariani
Livio Mariani (Oricola, 24 febbraio 1793 – Atene, 22 luglio 1855) è stato un politico, storico e giurista italiano.
Fece parte del terzo triumvirato della Repubblica Romana, insieme ad Aurelio Saliceti e Alessandro Calandrelli. I tre rimasero in carica dal 1º al 4 luglio 1849, giorno della capitolazione della Repubblica.

## Biografia
Nacque ad Oricola nel 1793 dalla contessa Maria Giulia Della Tosa e dal generale Mariano Mariani – la sua famiglia apparteneva alla borghesia agraria del carseolano, allora Regno di Napoli – studiò prima a Subiaco e poi a Roma e, giovanissimo, si dedicò alla conduzione della proprietà agricola a Marano e in diversi paesi della valle dell'Aniene, nello Stato Pontificio, introducendo nuovi sistemi di coltivazione.
Giunse, dopo un periodo di riflessione e studio, a prendere parte attiva alla vita pubblica attraverso l'adesione alla Carboneria di cui divenne esponente di spicco nelle "vendite" del carseolano e del sublacense. Questa attività gli costò, in due occasioni, periodi di carcere nelle prigioni romane. Di nuovo a Marano, il Mariani si dedicò alla stesura della sua opera storica più importante: Storia di Subiaco e suo distretto Abbaziale.
Dopo l'ascesa al trono pontificio di Pio IX, che tante speranze suscitò nei patrioti italiani, iniziò la repentina carriera politica. Fu eletto al Consiglio dei Deputati; Terenzio Mamiani e Pellegrino Rossi avrebbero voluto averlo come ministro ma egli rifiutò perché, scrisse, “non potei convenire in alcuni principi”. Dopo l'assassinio di Pellegrino Rossi, fu tra i deputati che presentarono a Pio IX le richieste del popolo in rivolta, a cui il Papa rispose con la fuga a Gaeta. Questo atto portò alla costituzione di un Governo Provvisorio in cui Livio Mariani fu Ministro delle finanze. Nella seguente elezione della Costituente fu eletto sia nella circoscrizione urbana di Roma che in quella della provincia. Fu tra i firmatari della proclamazione della Repubblica e mantenne l'incarico, nel nuovo governo, di Ministro delle finanze, ma ben presto venne in conflitto con alcuni ambienti affaristici e speculatori a si dimise, per coerenza con i suoi principi di rettitudine.
Come membro della Costituente diede importanti contributi sul ruolo della Chiesa in uno Stato moderno, si pronunciò a favore dell'emancipazione degli Ebrei e a sostegno dei bisognosi e propugnò l'istituzione di un Tribunato, qualcosa di simile alla moderna Corte Costituzionale.
Quando la Repubblica Romana giunse alla sua inevitabile e repentina fine e il Triumvirato mazziniano lasciò la carica, l'Assemblea nominò Livio Mariani Triumviro, ritenendolo provvisto delle capacità pratiche per condurre le trattative con l'armata francese e di assumersi responsabilità impopolari e rischi personali. Il nuovo triunvirato non ebbe però il tempo di realizzare la politica di equilibrio che si proponeva e la “magnifica illusione” della Repubblica Romana fu sopraffatta dalla strapotenza degli eserciti stranieri.
Il patriota dovette partire per l'esilio che passò ad Atene dedicandosi ad una riflessione sulla politica italiana che espresse nel suo lavoro più importante: L'Italia possibile. Considerazioni storico-politiche. Dopo sette anni di duro esilio morì in Grecia nel 1855.

## Pensiero
Storico, giurista, statista liberale, Livio Mariani fu uno dei protagonisti della Repubblica Romana del 1849, nella quale assunse le cariche di deputato, ministro e triumviro.
La sua visione politica è di assoluta modernità, precorritrice di un evoluto stato liberale, fondato sulla laicità delle istituzioni civili, sulla non discriminazione religiosa, sul sostentamento della parte sociale più debole, sulla rinuncia a tassazioni antipopolari. Questa visione politica, congiunta alla sua rude severità, al suo anticlericalismo che non inficiava minimamente la profonda fede cristiana, lo fecero divenire molto popolare tra i cittadini che vedevano in lui un autentico sostenitore della battaglia contro i privilegi, inclusi quelli del clero.